# Северцов, Алексей Николаевич
Алексе́й Никола́евич Се́верцов (11 [23] сентября 1866, Москва, Российская империя — 19 декабря 1936, Москва, СССР) — русский биолог, основоположник эволюционной морфологии животных.
Академик Российской академии наук (1920), АН СССР (1925), АН УССР (1925), создатель русской школы морфологов-эволюционистов. Его именем назван Институт эволюционной морфологии и экологии животных АН СССР.

## Биография
Родился 11 (23) сентября 1866 года в Москве. Сын Николая Алексеевича Северцова и Софьи Александровны Полторацкой (1832—1921), внук Алексея Петровича Северцова.
Алексею не исполнилось и года, когда вся семья переехала в село Петровское (Бобровский уезд Воронежской губернии; ныне Ясенки Бобровского района), в имение деда — Алексея Петровича Северцова. Очень рано он научился читать не только по-русски, но и по-немецки и по-французски; к 8—10 годам он уже свободно читал на всех трёх языках. Отец уделял сыну много внимания. Рано научил мальчика охотиться, стал его первым учителем рисования. По настоянию отца его рано обучили плаванию и верховой езде. В 1876 году Алексея привезли в Москву и отдали в 1-й класс частной гимназии Л. И. Поливанова.

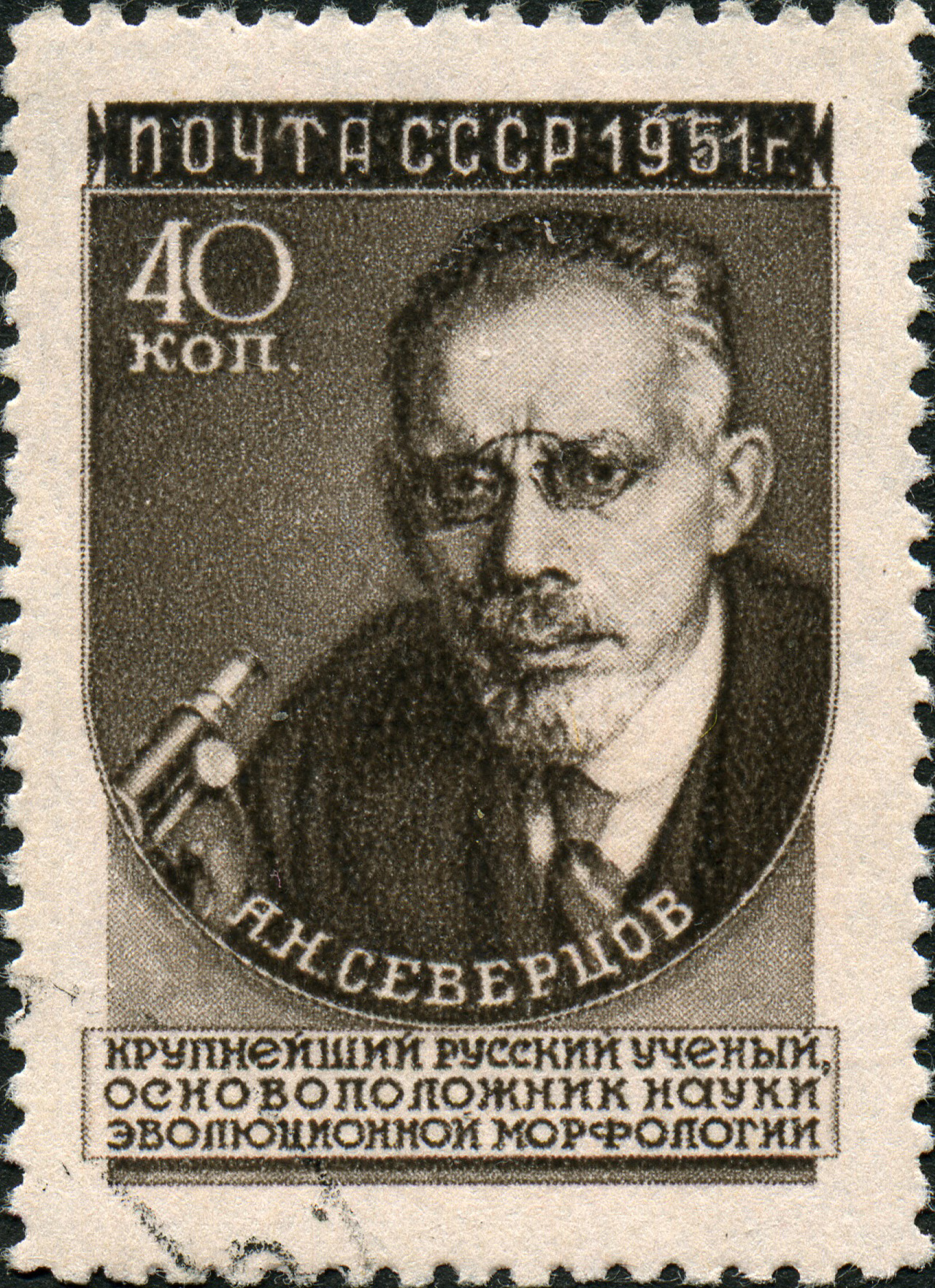
Почтовая марка СССР 1951 года выпуска

Осенью 1885 года, после окончания гимназии, Алексей Николаевич Северцов поступил на физико-математический факультет Московского университета. На втором курсе увлёкся биологическими науками, особенно зоологией. Ботанику он изучал сначала у И. Н. Горожанкина, а затем у К. А. Тимирязева; анатомию — у Д. Н. Зернова; геологию — у А. П. Павлова; антропологию — у Д. Н. Анучина, физику — у А. Г. Столетова; химию — у А. П. Сабанеева и В. В. Марковникова, зоологию беспозвоночных — у А. П. Богданова, зоологию позвоночных — у С. А. Усова и М. А. Мензбира.

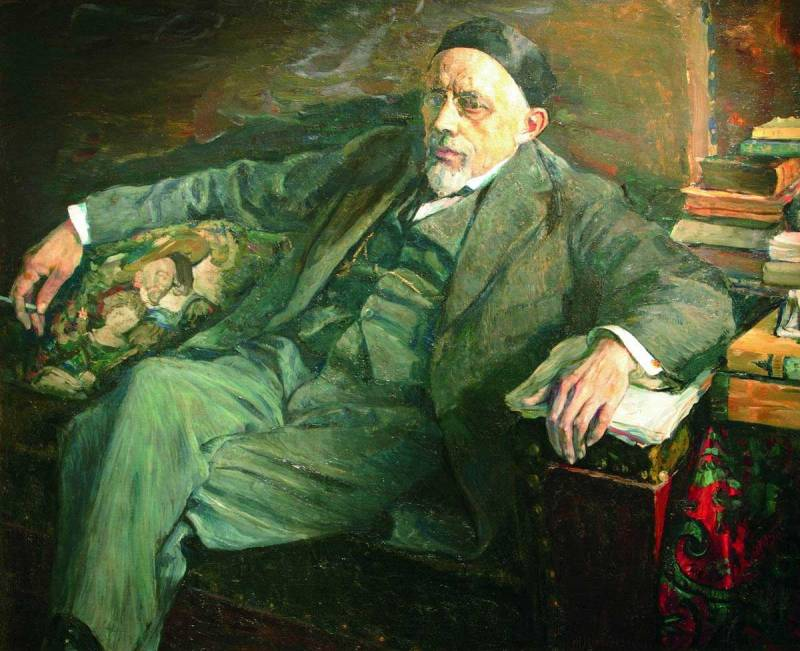
Портрет кисти Нестерова, 1925

В 1889 году Северцов окончил университет и был оставлен при нём для приготовления к профессорскому званию. После сдачи магистерских экзаменов в декабре 1893 года в качестве приват-доцента начал читать специальный курс сравнительной анатомии позвоночных для студентов Московского университета.
В эти годы он отправился со своим товарищем Хомяковым на Волгу — собирать материал по стерляди. Денег на поездку не было, и Алексей Николаевич закладывает свою золотую университетскую медаль. В Самаре, где лабораторией им служил номер в гостинице, молодые учёные устроили аквариумы с проточной водой из деревянных кадушек для засолки огурцов и резиновых клистирных трубок, купленных в соседней аптеке. На рынке приобрели деревянные чашки и тарелки, в которых искусственно оплодотворяли купленную у рыбаков икру. Мальков из икры выводили в кадушках с проточной водой.
После получения в 1895 году магистерской степени за диссертацию «Развитие затылочной области низших позвоночных в связи с вопросом о метамерии головы» Северцов на два года был отправлен в заграничную командировку — знакомиться с жизнью европейских лабораторий, «окунуться в атмосферу новых научных школ, чтобы самому разделить животрепещущий интерес столкновения новых гипотез». Сначала он работал на небольшой французской биологической станции Баньюлас на границе Франции и Испании, где подружился с англичанином Минчином. После Баньюласа Северцов переехал на Вилла-Франкскую зоологическую станцию, а затем в Мюнхен, где под руководством А. А. Бёме осваивал специальную гистологическую технику.
Весной 1897 года Северцов работал на зоологической станции в Неаполе, где собрал материал по акулам, электрическим скатам и миногам. Затем переехал в Киль, в лабораторию Флемминга, под руководством которого изучал цитологию. Одновременно, он продолжал работу по исследованию строения головы электрического ската, начатую в Неаполе. Свою работу «Метамерия головы электрического ската» он направил для печати в «Учёные записки Московского университета» и по возвращении в Москву, в октябре 1898 года успешно защитил её как докторскую диссертацию и был утверждён в степени доктора зоологии.

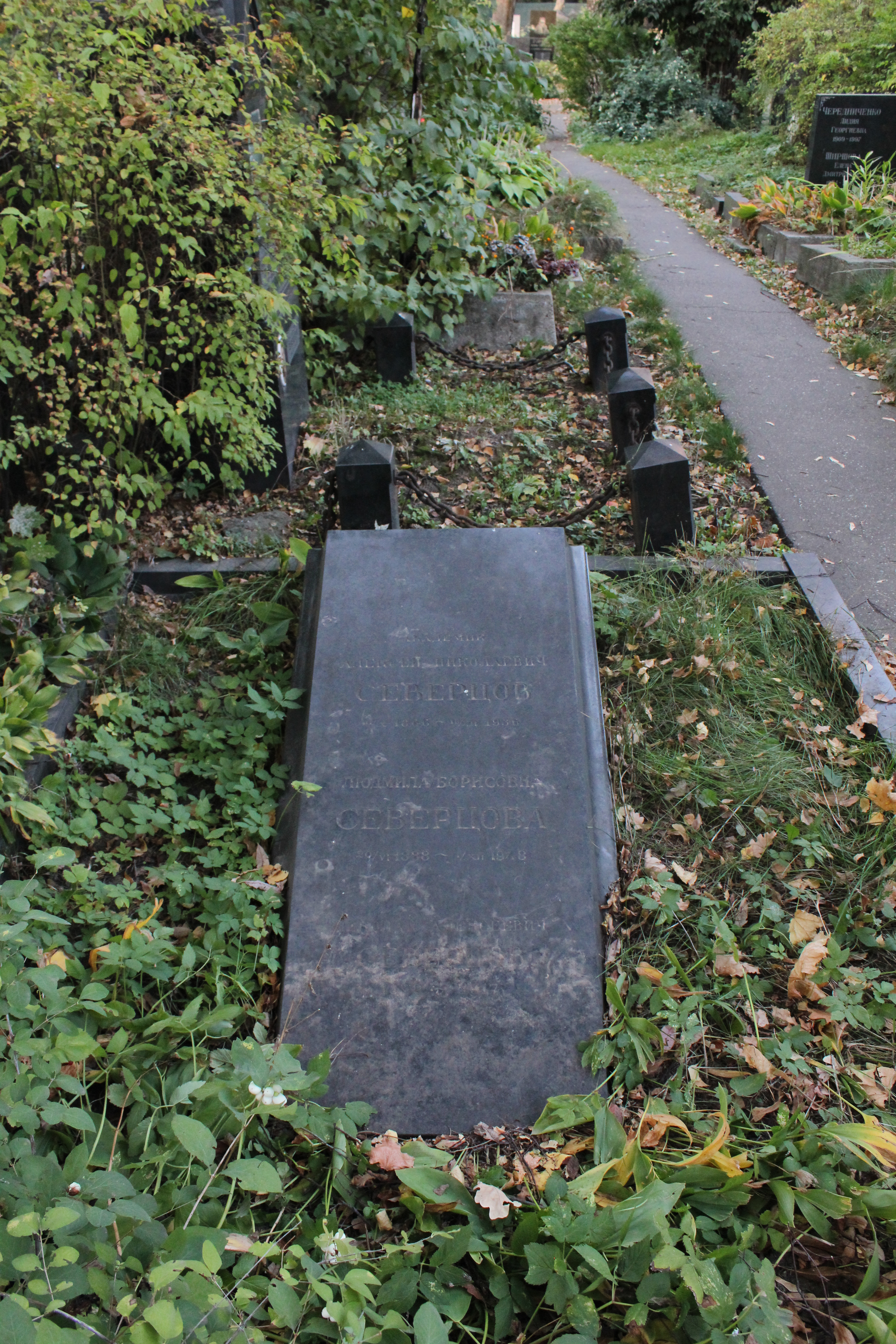
Могила Северцова на Новодевичьем кладбище Москвы.

Бытовые проблемы заставили его принять предложение Мензбира выставить свою кандидатуру на выборах в Юрьевском университете, где создавалась кафедра зоологии. Он был избран приват-доцентом университета; с декабря 1898 года был назначен сверхштатным экстраординарным профессором зоологии. В Юрьеве Северцов проработал четыре года. В марте 1902 года он был назначен сверхштатным ординарным профессором, но вскоре получил предложение перейти на кафедру зоологии и сравнительной анатомии Киевского университета на место профессора Н. В. Бобрецкого; в ноябре 1902 года был назначен экстраординарным профессором, с августа 1903 года — ординарный профессор. Как и в Юрьеве, в Киеве Северцов прежде всего начал организовывать свою лабораторию.
В Киеве в работах Северцова начинают складываться зачатки теории «филэмбриогенеза», которые нашли своё отражение в докладе, сделанном им на одном из заседаний Киевского общества естествоиспытателей (январь 1907), а затем в речи «Эволюция и эмбриология», произнесённой на общем собрании XII съезда естествоиспытателей и врачей в Москве (январь 1910).
В апреле 1911 года он был перемещён (в связи с делом Кассо) ординарным профессором по кафедре зоологии, сравнительной анатомии и физиологии в Московский университет, где работал до 1930 года. Одновременно он заведовал Институтом сравнительной анатомии при университете. В 1930 году организовал и возглавил Лабораторию эволюционной морфологии и экологии животных (с 1934 года — Институт эволюционной морфологии и палеозоологии; ныне — Институт проблем экологии и эволюции имени А. Н. Северцова РАН).
Сооснователь и многолетний главный редактор «Зоологического журнала».
Умер 19 декабря 1936 года, похоронен на Новодевичьем кладбище в Москве (3-й участок, 9-й ряд).

## Научная деятельность
Основные труды посвящены установлению закономерностей эволюции, проблемам онтогенеза. Применив сравнительно-эмбриологический метод исследования, Северцов А. Н. собрал ценный фактический материал по историческому развитию позвоночных животных и обосновал гипотезу происхождения низших позвоночных. Дал ряд теоретических обобщений: наиболее известна его теория филэмбриогенезов, согласно которой изменения органов, происходящие в эмбриональном развитии, являются причиной изменения этих органов у взрослых животных в процессе их эволюции. Разработал теорию о четырёх типах эволюционного процесса: ароморфоз, идиоадаптация, ценогенез, общая дегенерация. Считал, что единственной причиной филогенетических изменений является изменение среды. Предложил понятие мультифункциональности органов.

### Труды
- Развитие затылочной области низших позвоночных в связи с вопросом о метамерии головы / [Соч.] прив.-доц. Имп. Моск. ун-та А. Северцова. — Москва: Унив. тип., 1895. — [4], II, 95 с., 2 л. ил.
- Очерки по истории развития головы позвоночных / [Соч.] Прив.-доц. Моск. ун-та А. Н. Северцова. I.  Метамерия головы электрического ската. — Москва: Унив. тип.,1898. — [2], 120 с., 4 л. ил.
- Studien uber die Entwickelung der Muskeln, Nerven und des Skeletts der Extremitaten der niederen Tetrapoda: Beitrage zu einer Theorie der pentadactylen Extremitat der Wirbelthiere: mit 6 Taf. / von Dr. A. N. Sewertzoff. — Typo-lithogr. de la Societe J. N. Kouchnereff et C-ie, 1908. — 430 с.
- Этюды по теории эволюции: Индивидуальное развитие и эволюция / А. Н. Северцов, проф. Моск. ун-та. —- Киев: тип. Имп. Ун-та св. Владимира, АО печ. и изд. дела Н. Т. Корчак-Новицкого, 1912. — [4], VI, 300, II с.
- Современные задачи эволюционной теории / Проф. А. Н. Северцов. — Москва: Наука, 1914. — [4], 155 с., 41 ил. — (Bios / Под ред. прив.-доц. Моск. ун-та В. С. Елпатьевского).
- Эволюция и психика / Акад. А. Н. Северцов. — Москва: М. и С. Сабашниковы, 1922. — 54 с.

А. Н. Северцов послужил одним из прототипов профессора Персикова в повести М. А. Булгакова «Роковые яйца».

## Семья
- Первая жена (с сентября 1890) — Мария Сергеевна Северцова, урождённая Усова (1869—1917), дочь С. А. Усова
  - Сын — Сергей Алексеевич Северцов (1891—1947), эколог, деятель природоохранного движения, профессор.
  - Сын — Николай Алексеевич Северцов (1892—1917), погиб в дни октябрьских боев в Москве, он вышел из дома в форме офицера, и его застрелили прямо в воротах университета[6], похоронен в Москве на Новодевичьем кладбище, 3-й участок[7].
  - Дочь — Наталья Алексеевна Северцова (1901—1970), художница, жена А. Г. Габричевского. Первым браком замужем за художником Ростиславом Барто[8]
- Вторая жена — Людмила Борисовна Северцова, урождённая Райвич (20 июня 1888 — 1 декабря 1948)[9].